# Alfabetsmästaren

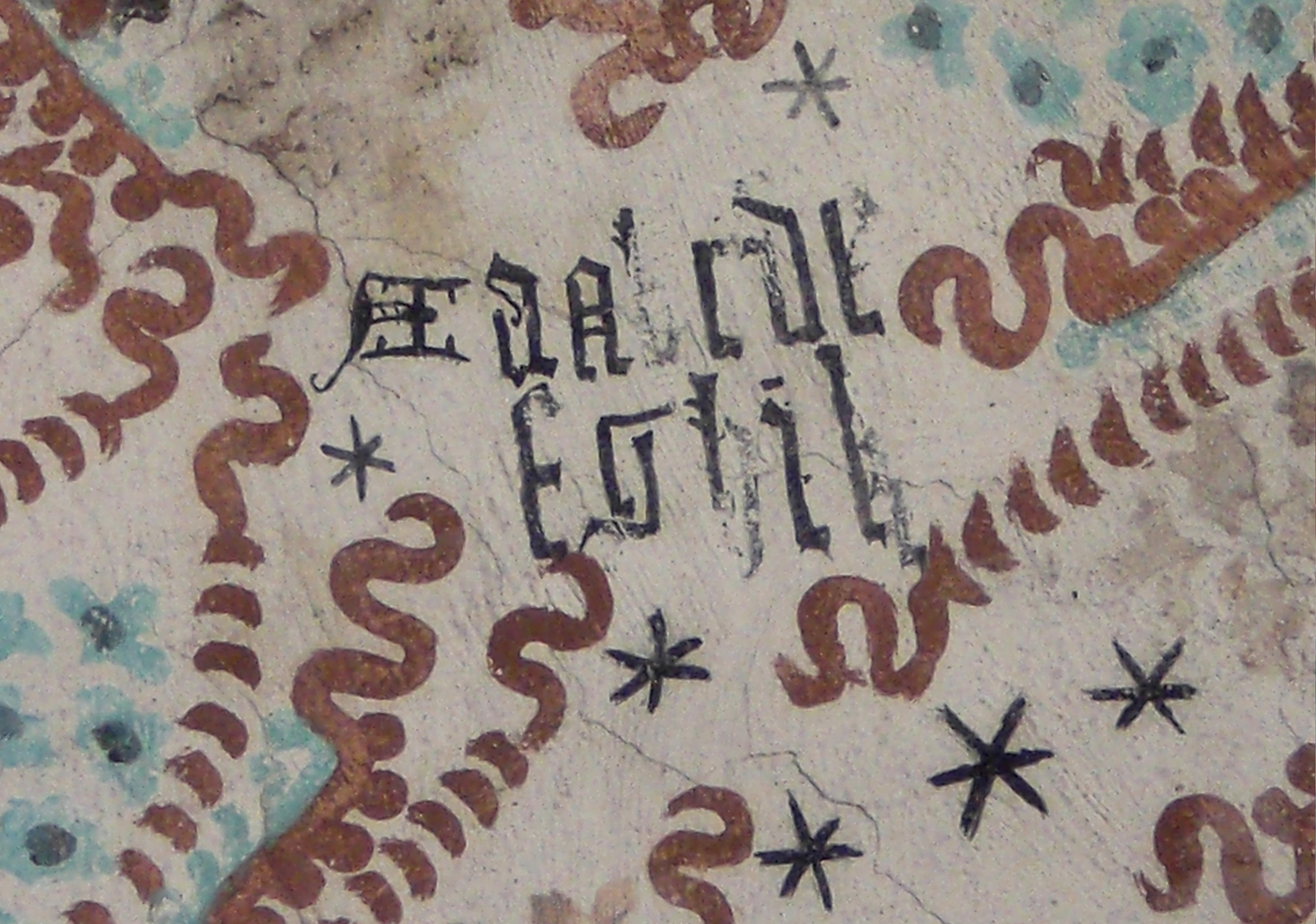
Den ontavvärjande bokstavsslingan, vilken tidigare möjligen felaktigt tyddes som namnet Eghil.

Alfabetsmästaren var en svensk kyrkomålare som verkade under senmedeltiden. Alfabetsmästarens identitet är inte känd. Stilistiskt hänförs denne till Tierpskolan. Han efterliknar Tierpmästarens ornamentmotiv men ger dem en formrik omarbetning och låter nateslingorna växa ut över hela valvkapporna. I sin figurframställning håller han sig helst till enstaka bilder av helgon och änglar. Ett av hans tidigare arbeten är dekorationsmålningen i Älvkarleby kyrka från omkring 1489. 
Alfabetsmästaren utförde kring år 1500 flera utsmyckningar i Norrlandskyrkor, bland dem Enånger, Torsåker och Ytterlännäs. Även numera rivna kyrkor bland annat Hille kyrka samt målningar som blivit överkalkade. 
Samme konstnär kallades länge Eghil målare sedan Henrik Cornell uttytt en inskription i Ytterlännäs som "Maalede Eghil". Einar Bager kunde visa att detta sannolikt rörde sig om en felläsning och att kyrkomålningen istället föreställde alfabetets början "Aaabcde fghik", något som kallats en magiskt ontavvärjande fras.